# Ихтиотитан
1. перенаправление Ichthyotitan severnensis